# Puchar Polski w piłce nożnej (1995/1996)
Puchar Polski w piłce nożnej mężczyzn 1995/1996 – 42. edycja rozgrywek mających na celu wyłonienie zdobywcy Pucharu Polski, który uzyskał tym samym prawo gry w I rundzie Pucharu Zdobywców Pucharów w sezonie 1996/1997. Mecz finałowy odbył się na Stadionie Polonii w Warszawie.
Tytuł zdobył drugoligowy Ruch Chorzów, dla którego był to trzeci tryumf w historii klubu.

## Runda Wstępna -1-2 lipca1995
RKS Radomsko - Victoria Częstochowa 5-1
Unia Brzozów Stary - Jagiellonka Nieszawa 0-2
Kolbuszowianka Kolbuszowa - Polonia Przemyśl 0-1
Rodło Kwidzyn - Polonia Gdańsk 2-1
Brda Bydgoszcz  - Elana Toruń 1-0
Polonia Słubice - Lechia Zielona Góra 3-0 (wo)
Kryształ Stronie Śląskie - Rokita Brzeg Dolny 3-1
MZKS Kozienice - Stal Kraśnik 4-0
Gwardia Koszalin - Pogoń II Szczecin 2-1

## I Runda -2 sierpnia1995
Kuchnie Izdebnik - Wawel Kraków 1-5
Górnik II Konin -  Jagiellonka Nieszawa 0-1
Dolcan Ząbki - Mławianka Mława 1-0
Olimpia Zambrów - Bug Wyszków 1-2
Nida Pińczów - RKS Radomsko 1-4
Olimpia Kamienna Góra - Kuźnia Jawor 4-4, k. 5-6
Amica II Wronki -  Gwardia Koszalin 1-4
Polonia Słubice - Dyskobolia Grodzisk Wielkopolski 0-0, k. 5-4 
Ravia Rawicz - Ostrovia Ostrów Wielkopolski 2-0
Brda Bydgoszcz - Pogoń Lębork 2-0
Rodło Kwidzyn  - Orlęta Reszel 2-1
Kryształ Stronie Śląskie - Unia Krapkowice 3-0
Górnik II Zabrze - Warta Sieradz 14-0
Nafta Jedlicze - Polonia Przemyśl 3-1, po dogr.
KP Wasilków - Wigry Suwałki 5-2
Wisan Skopanie - Łada Biłgoraj 3-0
Chemal Brzeźnica - Glinik Gorlice 2-1
MZKS Kozienice - Podlasie Sokołów Podlaski 6-0
Podlasie Biała Podlaska - Granica Chełm 3-0
Start Łódź - Pelikan Łowicz 2-3

## II Runda -23 sierpnia1995
RKS Radomsko - Szombierki Bytom 0-2
Kuźnia Jawor - Miedź Legnica 0-3
Wawel Kraków -  Polonia Bytom 1-6
Jagiellonka Nieszawa -  Polonia Warszawa 1-5
Dolcan Ząbki - GKS Bełchatów 0-2
Bug Wyszków - Hutnik Warszawa 2-1
Gwardia Koszalin - Amica Wronki 0-5
Polonia Słubice - Stilon Gorzów Wielkopolski 0-2
Ravia Rawicz -  Górnik Konin 1-5
Brda Bydgoszcz -  Bałtyk Gdynia 1-3
Rodło Kwidzyn -  Zawisza Bydgoszcz 2-3
Kryształ Stronie Śląskie - Chrobry Głogów 6-1 (Kasprzycki 35' 82', Nowomiejski 42' 44' 85', S. Gorząd 64' - Cuper 78')
Górnik II Zabrze - Wisła Kraków 1-3
Nafta Jedlicze - Hetman Zamość 2-0
KP Wasilków -  Jagiellonia Białystok 0-3
Pelikan Łowicz - Naprzód Rydułtowy 2-4, po dogr.
Wisan Skopanie - Motor Lublin 0-3
Chemal Brzeźnica - Siarka Tarnobrzeg 1-4
MZKS Kozienice - Odra Wodzisław 2-1
Podlasie Biała Podlaska - KS Lublinianka 1-2, po dogr.
Pogoń Oleśnica - Śląsk Wrocław 1-0, po dogr.
Lechia Dzierżoniów - Ślęza Wrocław 1-2
Lechia Gdańsk - Pomezania Malbork 2-1
Karpaty Krosno - Okocimski KS Brzesko 0-2
Wisłoka Dębica - Unia Tarnów 4-3, po dogr.
Błękitni Kielce - Krisbut Myszków 1-0
Radomiak Radom - Avia Świdnik 1-3
Arka Gdynia - FC Piaseczno 3-0 (wo)

## III Runda -13 września1995
Wisła Kraków - Polonia Bytom 3-0
KS Lublinianka - Siarka Tarnobrzeg 0-3
Szombierki Bytom - Naprzód Rydułtowy 2-1
Bug Wyszków  - Jagiellonia Białystok 4-1
Wisłoka Dębica - Avia Świdnik 1-2
Błękitni Kielce -  Motor Lublin 0-3
Pogoń Oleśnica - Ślęza Wrocław 1-0
Stilon Gorzów Wielkopolski - Amica Wronki 0-2
Kryształ Stronie Śląskie - Miedź Legnica 2-4
Nafta Jedlicze -  Okocimski KS Brzesko 1-2
Lechia Gdańsk - Zawisza Bydgoszcz 1-5
Arka Gdynia - Bałtyk Gdynia 3-0
Górnik Konin - GKS Bełchatów 0-1, po dogr. 
MZKS Kozienice -  Polonia Warszawa 0-1, po dogr.

## IV Runda -25 października1995
Wisła Kraków - Widzew Łódź 1-3
Petrochemia Płock - GKS Bełchatów 0-2
Miedź Legnica - Sokół Pniewy 2-3
Szombierki Bytom - Pogoń Szczecin 1-0
Bug Wyszków - Raków Częstochowa 0-7
Ruch Chorzów - Legia Warszawa 2-1
Zawisza Bydgoszcz - Stal Stalowa Wola 0-1
Siarka Tarnobrzeg - Hutnik Kraków 3-2, po dogr.
Avia Świdnik - Stal Mielec 1-4
Polonia Warszawa - Lech Poznań 2-6
Amica Wronki  - Stomil Olsztyn 4-0
Arka Gdynia  - GKS Katowice 3-1
Okocimski KS Brzesko - ŁKS Łódź 2-1
Pogoń Oleśnica - Olimpia Poznań 2-1
Warta Poznań - Zagłębie Lubin 2-1
Motor Lublin - Górnik Zabrze 1-3

## 1/8 finału
Mecze zostały rozegrane 22 listopada 1995.
Okocimski Brzesko – Szombierki Bytom 0:2 (Szemietiew 52' 78')

Ruch Chorzów – Warta Poznań 5:2 (Śrutwa 9' 51' 85' Jaworski 20' Bąk 58' - Piskuła 36' Jakołcewicz 70')

Arka Gdynia – Górnik Zabrze 2:4 dogr. (Lisewski 7' 52' - Hajto 34' Kampka 66' 102' Jarosz 111')

Pogoń Oleśnica – Lech Poznań 1:0 (Maciejewski 73')

Raków Częstochowa – Amica Wronki 1:0 (Mandrysz 38')

Siarka Tarnobrzeg – GKS Bełchatów 2:5 (Białek 15' Przypkowski 84' - Rzeźniczek 4' 74' Berensztajn 33' 70' Kukulski 90')

Stal Stalowa Wola – Widzew Łódź 0:1 (Miąszkiewicz 42')

Stal Mielec – Sokół Tychy 1:1, k. 3:4 (Cygan 36' - Prusek 28')

## Ćwierćfinały
Mecze zostały rozegrane 10 kwietnia 1996.
Ruch Chorzów – Raków Częstochowa 2:1 (Gęsior 17' Bąk 50' - Skrzypek 35')

GKS Bełchatów – Szombierki Bytom 3:1 (Kluge 57' sam. Durda 60' Trzebny 78' - Galuch 10')

Sokół Tychy – Widzew Łódź 1:2 dogr. (Wilk 32' - Koniarek 42' Czerwiec 115')

Pogoń Oleśnica – Górnik Zabrze 1:0 dogr. (Michalewski 100')

## Półfinały
Mecze zostały rozegrane 29 maja 1996.
GKS Bełchatów – Widzew Łódź 2:1 (Prucheński 45' Berensztajn 90'k. - Gula 49')

Ruch Chorzów – Pogoń Oleśnica 3:0 (Śrutwa 45' 58' 85')

## Finał
| 16 czerwca 1996 16:30 | Ruch Chorzów · Gęsior 86' | 1:00:0Raport | GKS Bełchatów | Stadion Polonii Warszawa, Warszawa Widzów: 10 000 Sędzia: Michał Listkiewicz (Warszawa) |
|                       |                           |              |               |                                                                                         |

| Puchar Polski w piłce nożnej 1995/1996 Zwycięzcy |
| ------------------------------------------------ |
| Ruch Chorzów 3. Tytuł                            |